# Corona triunfal

Representación esquemática de la lavrĕa o corona triunfal

La corona triunfal (también, corona de laurel, láurea o lauréola) es una corona formada por hojas de laurel, generalmente entregada como recompensa a poetas (poeta laureado), deportistas y guerreros en la antigua Grecia y en la antigua Roma, donde también se convirtió en un atributo de los Emperadores en la época imperial. Consistía en un cerco de ramas, inicialmente de laurel (de allí en latín: lavrĕa), pero luego en oro.
En cuanto al nombre latino de esta corona (lavrĕa o laura), ha generado una familia de palabras en diversos idiomas; por ejemplo, el adjetivo español: laureada/o y el nombre propio Laura. Es aún objeto de conjetura el que exista o no, en la etimología de esta denominación, una posible relación filológica con el nombre de la doble hacha cretominoica (labrix). Los orígenes no están del todo precisados, pero parece indiscutible su relación con una corona vegetal semejante: la de olivos que se otorgaba a los ganadores griegos de los Juegos Olímpicos; muchos consideran que Julio César utilizó la corona de oro imitando dos ramos de laurel para disimular su calvicie. En cualquier caso, durante los homenajes de triunfo a los generales romanos victoriosos, se coronaba a éstos con láureas, es decir, eran laureados.
Esta corona se ha mantenido como símbolo de la victoria hasta nuestros días, y destaca su uso heráldico, que siempre simboliza la victoria, aunque en escudos de varios países hispanoamericanos, el símbolo de la láurea adquiere un significado adicional de connotaciones, pues no solo simboliza el triunfo bélico sino también la victoria de la libertad. En cuanto al adjetivo laureado/a, contemporáneamente significa la persona que ha logrado cumplir y superar las exigencias de  educación y cultura, especialmente al concluir los estudios medios (o "secundarios") y, sobre todo, los universitarios.

## El laurel en la mitología
Dafne y Eros en el arte de lanzar flechas. Eros, molesto por la arrogancia de Apolo, ideó vengarse de él y para ello le arrojó una flecha de oro, que causaba un amor inmediato a quien hiriere. También hirió a la ninfa Dafne con una flecha de plomo, que causaba el rechazo amoroso. Así que, cuando Apolo vio un día a Dafne, se sintió herido de amor y se lanzó en su persecución. Pero Dafne, que sufría el efecto contrario, huyó de él. Y la ninfa corrió y corrió hasta que, agotada, pidió ayuda a su padre, el dios-río Ladon, el cual determinó convertir a Dafne en laurel. Cuando Apolo alcanzó a Dafne, ésta iniciaba la transformación: su cuerpo se cubrió de dura corteza, sus pies fueron raíces que se hincaban en el suelo y su cabello se llenó de hojas. Apolo se abrazó al árbol y se echó a llorar. Y dijo: «Puesto que no puedes ser mi mujer, serás mi árbol predilecto y tus hojas, siempre verdes, coronarán las cabezas de las gentes en señal de victoria».
La transformación la relata Ovidio en el poema "Las metamorfosis". Este mito ilustra el origen de uno de los símbolos típicos del dios, la corona de laurel

## Uso académico

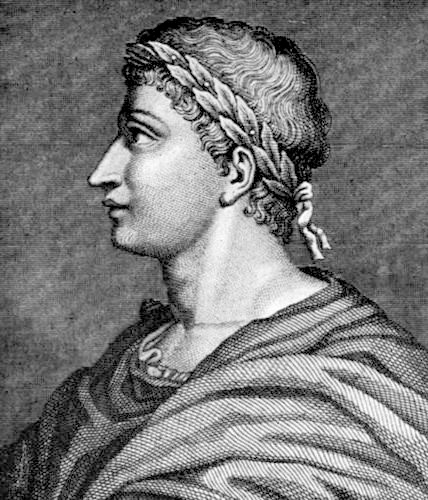
Ovidio con corona de laurel, común en poetas.

En algunos países se utiliza la corona de laurel como símbolo del grado de maestría. La corona se le da a los maestros jóvenes en la ceremonia de graduación de la universidad. La palabra "laureado" de "poeta laureado" se refiere a ser representado por la corona de laurel. El poeta y filósofo medieval italiano Dante Alighieri, egresado de la Escuela de Sicilia, a menudo aparece representado en la pintura y escultura llevando una corona de laurel.
En la Universidad de Connecticut en los Estados Unidos, los miembros de la clase de tercer año llevan a una cadena de laurel, que los de último año les entregan durante una Iniciación. Representa la naturaleza y la continuación de la vida desde un año a otro. Inmediatamente después de la iniciación, las chicas de penúltimo año escriben con los laureles su año de clases, lo que significa que han convertido oficialmente en los mayores y que el ciclo se repetirá en la primavera siguiente.
En Reed College, en Portland, Estados Unidos, los miembros de la clase que se gradúa reciben coronas de laurel a la presentación de sus tesis de grado en mayo. La tradición proviene de la utilización de coronas de laurel en las competiciones de atletismo, el último año han "cruzado la línea de meta", por así decirlo. 
En la Escuela de San Marcos en Southborough, Massachusetts, Estados Unidos, los estudiantes que completen con éxito tres años de una lengua clásica y dos de los otros gana la distinción del diploma de los clásicos y el honor de llevar una corona de laurel durante el día del premio.
Los que recibieron un doctorado honoris causa por la Universidad de Umeå en Suecia, a excepción de doctores honoris causa de medicina, recibirán una corona de laurel durante la ceremonia de otorgamiento del grado honorífico.

## Otros usos

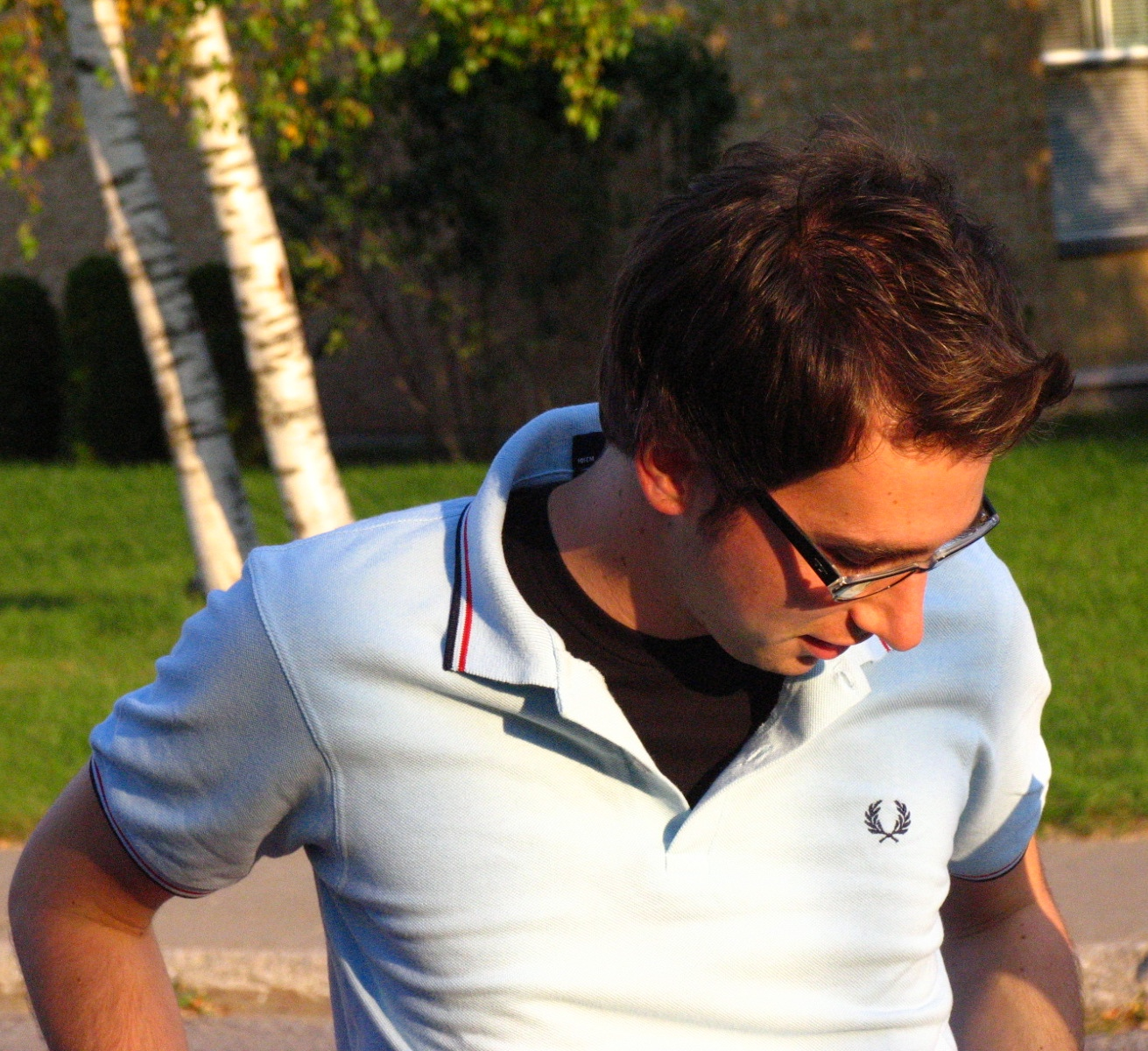
La corona triunfal, empleada como logo de la marca británica Fred Perry.

La corona de laureles es un motivo común en arquitectura, mobiliario y en los textiles. La corona suele hacerse en bajorrelieve en piedra, y es un motivo decorativo en Robert Adam, Estilo federal, estilo Regencia, Directorio y Arquitectura de Bellas Artes. En arte decorativo, especialmente en el estilo Imperial, la corona de laureles aparece en textiles, en marquetería, aplicado a mobiliario. La empresa automovilística Alfa Romeo incluye, en su logotipo, la corona de laureles, desde que ganó el Campeonato Mundial inaugural de Automóviles en 1925 con el Alfa Romeo P2, y también se utiliza en la insignia de la ONU. En el sector textil, se ha usado como logotipo de la marca británica Fred Perry, fundada por el tenista homónimo en los años 1950, con el fin de enlazar con el concepto de la victoria, siendo elegido por personalidades como John F. Kennedy, populares bandas de música como The Who, además de llevar a una notable apropiación cultural a lo largo de las décadas siguientes por la simbología asociada a la victoria, poder o imperialismo, por parte de diferentes tribus urbanas de ideología opuesta.
También cabe destacar el uso como corona "del servicio", que se encuentra en todos los parches de comisionados en los Boy Scouts de los Estados Unidos. Esto es un símbolo de los servicios prestados a las unidades y la colaboración continua entre los voluntarios y profesionales scout. La Corona de servicio representa el compromiso al programa y al servicio a las unidades.